# Physics in Medicine and Biology
Physics in Medicine and Biology (Kurzbezeichnung nach ISO 4: Phys. Med. Biol., häufig auch als PMB abgekürzt) ist eine wissenschaftliche Fachzeitschrift mit Peer-Review, die seit 1956 existiert und vom Institute of Physics (IoP) im Auftrag des Institute of Physics and Engineering in Medicine herausgegeben wird.
Der thematische Bereich der Artikel in Physics in Medicine and Biology ist die Anwendung theoretischer und experimenteller Physik in Medizin, Physiologie und Biologie. Insbesondere beinhaltet dies die Physik der Radiotherapie, Dosimetrie für ionisierende Strahlung und nichtionisierende Strahlung, bildgebende Verfahren in der Medizin, zum Beispiel Kernspintomografie, Sonografie, Nuklearmedizin, Bildrekonstruktion, Bildverarbeitung, die Anwendungen von Nanopartikeln in Diagnostik und Therapie, biomedizinische Optik, Strahlenschutz und Strahlenbiologie.
Mit einem Impact Factor (IF) von 2,883 für das Jahr 2019 nimmt die Zeitschrift in der Statistik der Journal Citation Reports (JCR) den 34. Platz unter 87 Journalen im Themenbereich Medizintechnik und den 46. von 134 Plätzen im Bereich Radiologie, Nuklearmedizin und medizinische Bildgebungsverfahren ein.
Wissenschaftlicher Herausgeber (Editor-in-Chief) von Physics in Medicine and Biology ist seit Januar 2021 Katia Parodi von der Ludwig-Maximilians-Universität München. Ihr unmittelbarer Vorgänger in der Funktion war Simon Cherry von der University of California, Davis (USA).